# West Bay (Dorset)
Koordinaten: 50° 43′ N, 2° 46′ W

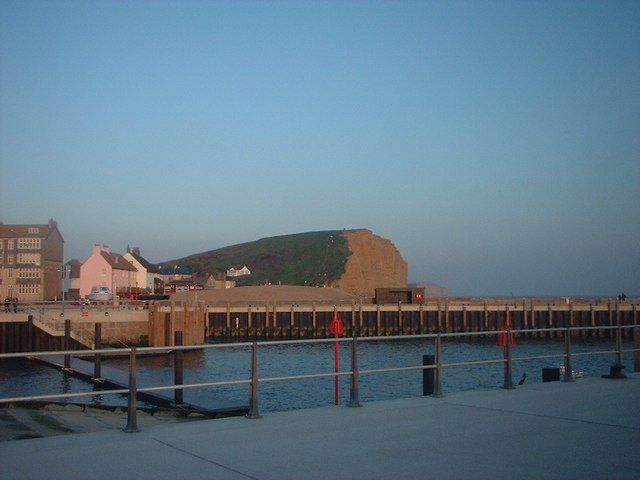
East Cliff in West Bay, der nördlichste Punkt der Chesil Beach

West Bay (früher Bridport Harbour) ist ein kleiner Ort, der etwa 3,5 km von Bridport an der Jurassic Coast in Dorset, England an der Mündung des Flusses Brit in den Ärmelkanal liegt.
West Bay hat einen kleinen Hafen, zwei Seebrücken und zwei Strände. Der östliche Strand (am East Cliff) ist der nördlichste Punkt der Chesil Beach.
Die ältesten Zeugnisse des Ortes stammen aus dem 13. Jahrhundert, als Schleusen an die Mündung des Flusses gebaut wurden, um eine schiffbare Mündung für den Fluss Brit zu schaffen. Die Great Western Railway kam 1857 nach Bridport und führte dazu, dass der Hafen erheblich an Bedeutung verlor. Der Ort wurde daraufhin in West Bay umbenannt. Es gab noch den Versuch, den Hafen wiederzubeleben, in dem man ihn ausbaute, was 1883 beendet wurde, aber dies hatte nur geringen Erfolg. Zum Ausbau des Hafens war die West Bay Building Company gegründet worden, die sich danach darum bemühte, Villen und Hotels für Urlaubsgäste zu bauen. Nur eine Reihe von zehn Häusern wurde nach den Plänen des Architekten Edward Schroeder Prior aus der Arts and Crafts Movement 1885 fertiggestellt. Die Häuser prägen noch heute die Hafenfront des Ortes.
Der Ort und seine Umgebung dienten als Drehorte zur preisgekrönten Krimidrama-Serie Broadchurch.